# Dinesh Singh
Rajah Dinesh Singh (* 19. Juli 1925 in Kalakankar, Uttar Pradesh; † 30. November 1995 in Neu-Delhi) war ein indischer Politiker des Indischen Nationalkongresses (INC), der mehrmals Minister war.

## Leben
Singh wurde 1967 als Handelsminister (Union Minister of Commerce) von Premierministerin Indira Gandhi erstmals in eine Unionsregierung berufen. Im Rahmen einer Kabinettsumbildung übernahm er am 14. Februar 1969 als Nachfolger der Premierministerin das Amt des Außenministers (Union Minister of External Affairs) und bekleidete dieses bis zu seiner Ablösung durch Sardar Swaran Singh am 27. Juni 1971. Im Anschluss war er noch zwischen 1970 und 1971 Minister für industrielle Entwicklung und internationalen Handel (Minister for industrial Development and international Trade). 
1988 berief ihn Premierminister Rajiv Gandhi zunächst zum Minister für Wasserressourcen (Union Minister for Water Resources) in dessen Regierung, in der er anschließend von 1988 bis zum Ende von Gandhis Amtszeit am 2. Dezember 1989 erneut Handelsminister.
Am 18. Januar 1993 wurde Singh von Premierminister P. V. Narasimha Rao abermals zum Außenminister ernannt und bekleidete dieses Amt bis zu seiner Ablösung durch Pranab Mukherjee am 10. Februar 1995.